# Wilhelm Reupke
Wilhelm Reupke (* 6. Juli 1877 in Langelsheim; † 9. April 1933 in Vienenburg, Provinz Hannover) war ein deutscher politischer Funktionär und Politiker (SPD, USPD).

## Leben und Wirken
Nach dem Besuch der Volksschule absolvierte Reupke eine Maurer- und Steinhauerlehre. Anschließend vertiefte er seine Kenntnisse an einer Baugewerksschule und ging dann auf Wanderschaft. 1897 trat er in die SPD und in den Vorläufer des Bauarbeiterverband ein. Nach dem Dienst in der Preußischen Armee war Reupke bis zum Ausbruch des Ersten Weltkriegs Vorsitzender der Filiale des Bauarbeiterverbandes in Bad Harzburg.
Ende 1917 trat Reupke von der SPD zur USPD über, kehrte aber 1922 zur SPD zurück. Nach dem Zusammenbruch des Kaiserreiches und dem Ausbruch der Novemberrevolution wurde Reupe Vorsitzender des Arbeiter- und Soldatenrates in Bad Harzburg. Im Dezember 1918 gehörte er zu den Delegierten des 1. Reichsrätekongresses in Berlin. In den Jahren 1919 und 1920 gehörte Reupke als Abgeordneter dem Braunschweigischen Landtag an. In der Zeit der Weimarer Republik amtierte er als Stadtverordneter und Fraktionsvorsitzender in Bad Harzburg. Von 1920 an leitete Reupke als Vorstandsvorsitzender die Ortskrankenkasse im Amtsbezirk Bad Harzburg und ab 1923 als Geschäftsführer die Konsum- und Spargenossenschaft Bündheim.
Kurz nach dem Machtantritt der Nationalsozialisten im Frühjahr 1933 wurde Reupke erhängt an einem Baum aufgefunden. Laut einem Eintrag in einem Gedenkbuch der SPD war er mutmaßlich nach einem Zusammenstoß mit SA-Angehörigen auf dem Weg von Goslar nach Bad Harzburg einem politischen Mord zum Opfer gefallen.